# Callitula leroyi
Callitula leroyi is een vliesvleugelig insect uit de familie Pteromalidae. De wetenschappelijke naam is voor het eerst geldig gepubliceerd in 1958 door Risbec.